# 登州道
登州道（とうしゅう-どう）は汪兆銘政権華北政務委員会により設置された山東省の道。

## 沿革
1940年（民国29年）6月15日、中華民国臨時政府時代の道制整理の際に新設された。

## 行政区画
廃止直前下部の1市10県2特別区を管轄した。（50音順）
- 市
  - 煙台市
- 県
  - 栄成県
  - 海陽県
  - 黄県
  - 招遠県
  - 棲霞県
  - 福山県
  - 文登県
  - 蓬陽県
  - 蓬莱県
  - 牟平県
- 特別区
  - 威海衛特別区
  - 竜口特別区